# Aster lanceolatus
Aster lanceolatus é uma espécie de planta com flor pertencente à família Asteraceae. 
A autoridade científica da espécie é Willd., tendo sido publicada em Species Plantarum. Editio quarta 3(3): 2050. 1803.

## Portugal
Trata-se de uma espécie presente no território português, nomeadamente em Portugal Continental.
Em termos de naturalidade é introduzida na região atrás indicada.

## Protecção
Não se encontra protegida por legislação portuguesa ou da Comunidade Europeia.